# Pallas Athena (canção)
"Pallas Athena" é uma canção composta por David Bowie em 1993 para o álbum Black Tie White Noise. Uma versão ao vivo canção foi lançada como single em agosto de 1997.